# Liste der Baudenkmale in Oldenburg (Oldb) – Kastanienallee
In der Liste der Baudenkmale in Oldenburg (Oldb) – Kastanienallee stehen alle Baudenkmale in der Kastanienallee in Oldenburg (Oldb).  Die Quelle der IDs und der Beschreibungen ist der Denkmalatlas Niedersachsen.
Der Stand der Liste ist das Jahr 2022(38).

## Allgemein
In den Spalten befinden sich folgende Informationen:
- Lage: die Adresse des Baudenkmales und die geographischen Koordinaten. Kartenansicht, um Koordinaten zu setzen. In der Kartenansicht sind Baudenkmale ohne Koordinaten mit einem roten Marker dargestellt und können in der Karte gesetzt werden. Baudenkmale ohne Bild sind mit einem blauen Marker gekennzeichnet, Baudenkmale mit Bild mit einem grünen Marker.
- Bezeichnung: Bezeichnung des Baudenkmales
- Beschreibung: die Beschreibung des Baudenkmales. Unter § 3 Abs. 2 NDSchG werden Einzeldenkmale und unter § 3 Abs. 3 NDSchG Gruppen baulicher Anlagen und deren Bestandteile ausgewiesen.
- ID: die Objekt-ID des Baudenkmales
- Bild: ein Bild des Baudenkmales, ggf. zusätzlich mit einem Link zu weiteren Fotos des Baudenkmals im Medienarchiv Wikimedia Commons. Wenn man auf das Kamerasymbol klickt, können Fotos zu Baudenkmalen aus dieser Liste hochgeladen werden:

Zurück zur Hauptliste
| Lage                                         | Bezeichnung | Beschreibung | ID       | Bild |
| -------------------------------------------- | ----------- | --- | -------- | ---- |
| Kastanienallee 1 53° 8′ 45″ N, 8° 12′ 28″ O  | Wohnhaus    | Breitgelagerter zweigeschossiger Putzbau über Kellersockel unter Mansardwalmdach. Links und mittig breiter ausluchtartiger Vorbau, recht Eingang. Im OG sechs in Gruppen angeordnete Fenster, rechts an der Ecke runder Erker. Drei große Giebelgaupen. Auf der rechten Seite und rechts rückwärtig jüngere Anbauten. Putzgliederung am Vorbau links: Rustizierung des Sockels, geschossteilendes Gesims, Fensterrahmungen und Brüstungsfelder. Vorgarten und eiserne Einfriedung. Kern ein giebelständiges Haus von eineinhalb Geschossen vom Typus „Oldenburger Hundehütte“, sichtbar erhalten im Erdgeschoss, erbaut um 1873/1880. 1928 tiefgreifender Umbau und Erweiterung. | 37434748 | BW   |
| Kastanienallee 2 53° 8′ 46″ N, 8° 12′ 28″ O  | Wohnhaus    | Giebelständiger eineinhalbgeschossiger Putzbau von vier Achsen mit Drempel unter Satteldach (Typus „Oldenburger Hundehütte“). Putzgliederung: geschossteilendes Gesims, horizontale Fugen, Fensterrahmungen. Vorgarten. Erbaut um 1873/1880. | 37434770 | BW   |
| Kastanienallee 3 53° 8′ 46″ N, 8° 12′ 28″ O  | Wohnhaus    | Giebelständiger eineinhalbgeschossiger Putzbau von vier Achsen über Sockelgeschoss mit Drempel unter Satteldach (Tyus „Oldenburger Hundehütte“). Auf der rechten Seite zurückgesetzter, modern veränderter Vorbau mit Eingang. Links jüngerer Garageneinbau. Sparsame Putzgliederung: Rustizierung des Sockels, geschossteilendes Band, Fensterrahmungen. Vorgarten und eiserne Einfriedung. Erbaut um 1873–1880. | 37434792 | BW   |
| Kastanienallee 6 53° 8′ 47″ N, 8° 12′ 25″ O  | Wohnhaus    | Giebelständiger eineinhalbgeschossiger Putzbau von vier Achsen über Sockelgeschoss mit Drempel unter Satteldach (Typus „Oldenburger Hundehütte“). Auf der rechten Seite zurückgesetzter Vorbau mit Eingang. Putzgliederung: geschossteilende Gesimse, am Obergeschoss horizontale Fugen, Fensterrahmungen und Brüstungsfelder. Vorgarten. Erbaut 1879, Architekt: A. Strues. | 37434927 | BW   |
| Kastanienallee 7 53° 8′ 47″ N, 8° 12′ 24″ O  | Wohnhaus    | Giebelständiger eineinhalbgeschossiger Putzbau von vier Achsen über Sockelgeschoss mit Drempel unter Satteldach (Typus „Oldenburger Hundehütte“). Links polygonaler eingeschossiger Standerker unter Balkon. Auf der rechten Seite zurückgesetzter Vorbau mit Eingang. Putzgliederung: geschossteilende Gesimse, horizontale Fugen, Fensterrahmungen. Vorgarten. Erbaut 1880, Architekt: F. W. Adels. | 37434949 | BW   |
| Kastanienallee 12 53° 8′ 46″ N, 8° 12′ 20″ O | Wohnhaus    | Eckhaus zur Margaretenstraße. Zweigeschossiger Putzbau von vier Achsen über Sockelgeschoss unter Walmdach. Auf der rechten Seite zurückgesetzter Vorbau mit Eingang. Auf der linken Seite zur Margaretenstraße ebenfalls zurückgesetzter Vorbau, im OG hölzerne Loggia. Vorgarten. Erbaut um 1873–1880. | 37434971 | BW   |
| Kastanienallee 13 53° 8′ 46″ N, 8° 12′ 19″ O | Wohnhaus    | Eckhaus zur Margaretenstraße. Eineinhalbgeschossiger traufständiger Putzbau von vier Achsen über Sockelgeschoss mit Drempel unter Satteldach (Variante des Typus „Oldenburger Hundehütte“). Links tiefer Risalit von zwei Achsen mit Giebel unter Satteldach, als Querbau durchgehend zur Rückseite. Rechts daneben moderner eingeschossiger Vorbau mit Eingang. Rechts zur Margaretenstraße vier Achsen und hölzerner Schwebegiebel. Putzgliederung: geschossteilende Gesimse, Fensterrahmungen, an beiden Giebeln Brüstungsfelder und Ädikulen. Zu beiden Straßen Vorgarten und eiserne Einfriedung. Erbaut 1879–1880, Architekt: Johann Oetken.                               | 37434993 | BW   |
| Kastanienallee 14 53° 8′ 46″ N, 8° 12′ 18″ O | Wohnhaus    | Giebelständiger eineinhalbgeschossiger Putzbau von vier Achsen über Sockelgeschoss mit Drempel unter Satteldach (Typus „Oldenburger Hundehütte“). Mittig Auslucht unter Balkon. Eingang auf der rechten Seite. Putzgliederung: geschossteilende Gesimse, horizontale Fugen, Fensterrahmungen. Vorgarten. Erbaut 1878, Architekt: Ludwig Wiemken. | 37435015 | BW   |
| Kastanienallee 15 53° 8′ 46″ N, 8° 12′ 17″ O | Wohnhaus    | Eineinhalbgeschossiger traufständiger Putzbau von vier Achsen über Sockelgeschoss mit Drempel unter Satteldach (Variante des Typus „Oldenburger Hundehütte“). Links tiefer Risalit von zwei Achsen mit Giebel unter Satteldach, als Querbau durchgehend zur Rückseite. Rechts daneben moderner eingeschossiger Vorbau. Eingang auf der linken Seite. Putzgliederung: horizontale Gesimse, Fensterrahmungen. Vorgarten. Erbaut 1878–1879, Architekt: Johann Oetken. | 37435037 | BW   |
| Kastanienallee 16 53° 8′ 46″ N, 8° 12′ 16″ O | Wohnhaus    | Giebelständiger eineinhalbgeschossiger Putzbau von vier Achsen über Sockelgeschoss mit Drempel unter Satteldach (Typus „Oldenburger Hundehütte“). Links eingeschossiger Standerker unter Balkon (ehemals mit Wintergarten). Rechts Terrasse. Auf der rechten Seite zurückgesetzter Vorbau mit Eingang. Putzgliederung: geschossteilende Gesimse, horizontale Fugen, Fensterrahmungen, im Giebel Brüstungsfelder. Vorgarten und eiserne Einfriedung. Erbaut um 1873–1880. | 37435059 | BW   |
| Kastanienallee 17 53° 8′ 46″ N, 8° 12′ 16″ O | Wohnhaus    | Giebelständiger eineinhalbgeschossiger Putzbau von vier Achsen über Sockelgeschoss mit Drempel unter Satteldach (Typus „Oldenburger Hundehütte“). Eingang auf der rechten Seite. Putzgliederung: horizontale Fugen am Sockel, geschossteilende Gesimse, Fensterrahmungen, am Giebel Ädikulen. Vorgarten und eiserne Einfriedung. Erbaut um 1880. | 37435081 | BW   |
| Kastanienallee 18 53° 8′ 45″ N, 8° 12′ 15″ O | Wohnhaus    | Eckhaus zur Auguststraße. Giebelständiger eineinhalbgeschossiger Putzbau von vier Achsen über Sockelgeschoss mit Drempel unter Satteldach (Typus „Oldenburger Hundehütte“). Auf der linken Seite zurückgesetzter Vorbau mit Eingang. Putzgliederung: geschossteilende Gesimse, zwischen Erd- und OG mit Rankenfries. Quaderung des Sockels, horizontale Fugen im EG, Fensterrahmungen, im OG Brüstungsfelder mit Festons, Ädikulen und mittige Nische mit Frauenfigur. Vorgarten. Erbaut 1879, Architekt: Ludwig Wiemken. | 37435103 | BW   |
| Kastanienallee 19 53° 8′ 45″ N, 8° 12′ 12″ O | Wohnhaus    | Zweigeschossiger Putzbau vn vier Achsen über Sockelgeschoss unter Walmdach. Links polygonaler eingeschossiger Standerker unter Balkon. Geschweifter Zwerchgiebel. Auf der linken Seite zurückgesetzter Vorbau mit Eingang. Putzgliederung: Rustizierung des Sockels, geschossteilende Gesimse, Fensterrahmungen, im Obergeschoss Brüstungsfelder. Vorgarten und eiserne Einfriedung. Erbaut 1901, Architekt: Fritz Hegeler. | 37435125 | BW   |
| Kastanienallee 20 53° 8′ 46″ N, 8° 12′ 11″ O | Wohnhaus    | Zweigeschossiger Backsteinbau mit Putzgliederung von fünf Achsen unter Walmdach. Rechts Eingang, links daneben zweiachsiger Risalit mit geschweiftem Giebel, ganz links Sockel vorgezogen für Terrasse, darüber im 1. Obergeschoss Balkon. Putzgliederung: Rustizierung des Sockels, geschossteilende Gesimse, Kantenquaderung, Fensterrahmungen und Brüstungsfelder. Vorgarten und eiserne Einfriedung. Erbaut 1901–1902 durch Maurermeister Johann Heinrich Brandes. | 37435147 | BW   |
| Kastanienallee 21 53° 8′ 45″ N, 8° 12′ 10″ O | Wohnhaus    | Zweigeschossiger Putzbau von drei Achsen über Sockelgeschoss unter Walmdach. Linke, breitere Achse Risalit mit Giebel aus Kreissegmenten. Rechts Sockel vorgezogen, darüber Wintergarten. Auf der linken Seite zurückgesetzter Vorbau mit Eingang. Sparsame Putzgliederung: Gesims über dem Sockel, Fensterbrüstungen und mit Jugendstilornamenten geschmückte Stürze. Vorgarten und eiserne Einfriedung. Erbaut 1904–1905, Architekt: Heinrich Schelling. | 37435169 | BW   |
| Kastanienallee 22 53° 8′ 45″ N, 8° 12′ 10″ O | Wohnhaus    | Zweigeschossiger Putzbau von drei Achsen über Sockelgeschoss unter Walmdach. Rechte, breitere Achse Risalit mit gedrücktem Spitzbogengiebel. Links jüngerer Garageneinbau. Auf der linken Seite zurückgesetzter Vorbau mit Eingang. Putzgliederung: horizontale Gesimse, Bänderung des Sockels und am Risalit auch des EG, Fensterrahmungen, z. T. in zurückhaltenden Jugendstilformen. Vorgarten. Erbaut 1905, Architekt: Heinrich Schelling. | 37435191 | BW   |
| Kastanienallee 23 53° 8′ 45″ N, 8° 12′ 9″ O  | Wohnhaus    | Zweigeschossiger Putzbau von vier Achsen mit Sockelgeschoss unter links abgeschlepptem Walmdach. Über den linken zwei Achsen verschieferter Fachwerkgiebel. Links polygonaler eingeschossiger Standerker. Rechts jüngerer Garageneinbau unter Terrasse. Eingang auf der linken Seite. Vorgarten. Erbaut 1908, Architekt: Heinrich Schelling. | 37435213 | BW   |
| Kastanienallee 27 53° 8′ 46″ N, 8° 12′ 4″ O  | Wohnhaus    | Zweigeschossiger Backsteinbau mit Putzgliederung von vier Achsen über Kellersockel unter Walmdach. Mittige Auslucht. Zwerchgiebel mit Voluten. Eingang auf der rechten Seite. Putzgliederung: Rustizierung des Sockels, geschossteilende Gesimse, Kantenquaderung, Fensterrahmungen, im OG Balusterbrüstungen und Ädikulen, am Giebel Pilaster und Gebälk. Vorgarten und eiserne Einfriedung. Erbaut 1902, Architekt: Heinrich Wittholt. | 37435235 | BW   |
| Kastanienallee 28 53° 8′ 46″ N, 8° 12′ 3″ O  | Wohnhaus    | Zweigeschossiger Putzbau von vier Achsen über Kellersockel unter Walmdach. Auf der linken Seite zurückgesetzter Vorbau mit Eingang. Putzgliederung: horizontale Fugen am Sockel, geschossteilende Gesimse, Fensterrahmungen, im Obergeschoss Ädikulen. Vorgarten. Erbaut 1902 durch Zimmermeister Gerhard Ulken. | 37435257 | BW   |
| Kastanienallee 29 53° 8′ 46″ N, 8° 12′ 3″ O  | Wohnhaus    | Zweigeschossiger Putzbau von vier Achsen über Sockelgeschoss unter Walmdach. Auf der linken Seite zurückgesetzter Vorbau mit Eingang. Putzgliederung: Rustizierung des Sockels, geschossteilende Gesimse, Kantenquaderung, Fensterrahmungen, im OG Brüstungsfelder und Ädikulen. Vorgarten. Erbaut 1902, Architekt: G. Willers. | 37435279 | BW   |
| Kastanienallee 33 53° 8′ 45″ N, 8° 12′ 3″ O  | Wohnhaus    | Zweigeschossiger Putzbau von vier Achsen über Sockelgeschoss unter Walmdach. Links Risalit mit Zwerchgiebel. Auf der rechten Seite zurückgesetzter Vorbau mit Eingang. Putzgliederung: Rustizierung des Sockels, geschossteilende Gesimse, Kantenquaderung, Fensterrahmungen, im OG Balusterbrüstungen und Ädikulen. Vorgarten und eiserne Einfriedung. Erbaut 1903 durch Maurermeister G. Willers. | 37435301 | BW   |
| Kastanienallee 34 53° 8′ 45″ N, 8° 12′ 4″ O  | Wohnhaus    | Zweigeschossiger Putzbau über Sockelgeschoss unter Mansardwalmdach. Rechts Risalit mit Schweifgiebel, davor polygonaler zweigeschossiger Standerker. Links über Eck gestellter Standerker mit sphärischem Dreiecksgiebel. Fenster im Erdgeschoss korbbogig. Putzgliederung: Rauputz am Sockel, geschossteilende Gesimse, Fensterrahmungen, Brüstungsfelder, im OG mit Reliefs, Bogenfries unter der Traufe. Vorgarten. Erbaut 1905, Architekt: Fritz Hegeler. | 37435323 | BW   |
| Kastanienallee 36 53° 8′ 45″ N, 8° 12′ 7″ O  | Wohnhaus    | Eckhaus zur Adlerstraße. Zweigeschossiger Putzbau über Sockelgeschoss unter Walmdach. Links zwei Fensterachsen, rechts Risalit mit Zwerchgiebel, davor zweigeschossiger polygonaler Standerker. Auf der linken Seite zurückgesetzter Vorbau mit Eingang. Auf der rechten Seite zur Adlerstraße rechts zweiachsiger Risalit mit Giebel. Sparsame Putzgliederung: geschossteilende Bänder, Rauputz am Sockel und EG, im linken Teil Brüstungsfelder. Zu beiden Straßen Vorgarten. Erbaut um 1905. | 37435345 | BW   |
| Kastanienallee 37 53° 8′ 45″ N, 8° 12′ 8″ O  | Wohnhaus    | Zweigeschossiger Putzbau von drei Achsen über Sockelgeschoss unter Walmdach. Breitere linke Achse Risalit mit Zwerchgiebel, davor zweigeschossiger Standerker mit Karniesgiebel. Dort im ersten Geschoss und Giebel breite korbbogige Fenster. Auf der rechten Seite zurückgesetzter Vorbau, davor etwas jüngerer eingeschossiger Vorbau mit Eingang. Putzgliederung: Rustizierung des Sockels, geschossteilende Gesimse, Fensterrahmungen, am Erker Putzrelief zwischen den Geschossen. Am EG des Erkers Backstein. Vorgarten und eiserne Einfriedung. Erbaut 1905–1906, Eingang verändert 1909, Architekt: Heinrich Schelling.                                                 | 37435367 | BW   |
| Kastanienallee 38 53° 8′ 44″ N, 8° 12′ 9″ O  | Wohnhaus    | Zweigeschossiger Backsteinbau von vier Achsen über Sockelgeschoss unter Mansardwalmdach. Links Risalit mit Schweifgiebel. Rechts Eingang. Giebelgaupe. Putzgliederung: Rustizierung des Sockels, geschossteilende Gesimse, Fensterrahmungen, Portalbekrönung mit Inschrift „Anno 1904“ und volutengerahmtem Rankenrelief, im OG Brüstungsreliefs, am Risalit im EG Fensterbekrönung mit Kopf in Relief mit Voluten, an den Kanten Figuren von Meerjungfrauen und im OG Fensterbekrönung mit Fialen und Schiffsrelief, Giebelrahmung mit Treppenfries. Vorgarten. Erbaut 1904, Architekt: Heinrich Schelling.                                                                     | 37435389 | BW   |
| Kastanienallee 39 53° 8′ 44″ N, 8° 12′ 10″ O | Wohnhaus    | Zweigeschossiger Backsteinbau mit Putzgliederung von vier Achsen über Sockelgeschoss unter Satteldach. Linke zwei Fensterachsen zusammengefasst, flacher Risalit, ehemals mit Schweifgiebel. Auf der rechten Seite zurückgesetzter Vorbau mit Eingang. Putzgliederung: Rustizierung des Sockels, geschossteilende Gesimse, Fensterrahmungen jeweils achsweise mit Reliefs zwischen den Geschossen, Portalrahmung mit Dreiecksgiebel, Konsolfries unter der Traufe. Vorgarten. Erbaut 1899, Architekt: Johann Dietrich Schelling. | 37435411 | BW   |
| Kastanienallee 40 53° 8′ 44″ N, 8° 12′ 10″ O | Wohnhaus    | Zweigeschossiger Putzbau von vier Achsen über Sockelgeschoss unter Walmdach. Linke zwei Achsen flacher Risalit mit Schweifgiebel. Auf der rechten Seite zurückgesetzter Vorbau mit Eingang. Putzgliederung: Rustizierung des Sockels, geschossteilende Gesimse, Bänderung der Kanten, Fensterrahmungen, Konsolfries unter der Traufe. Vorgarten und eiserne Einfriedung. Erbaut 1899, Architekt: Johann Diedrich Schelling. | 37435433 | BW   |
| Kastanienallee 41 53° 8′ 44″ N, 8° 12′ 11″ O | Wohnhaus    | Zweigeschossiger Backsteinbau mit Putzgliederung von fünf Achsen über Sockelgeschoss unter Mansardwalmdach. Rechts Eingang, vor den zwei Achsen links davon polygonaler eingeschossiger Standerker unter Balkon, vor den beiden linken Achsen Sockel vorgezogen für Terrasse, z. T. mit Wintergarten. Mittiger Zwerchgiebel mit rundem Abschluss und seitlich Gaupen mit ovalen Fenstern. Putzgliederung: Rustizierung des Sockels, geschossteilende Gesimse, Kantenquaderung, Fensterrahmungen, Konsolfries unter der Traufe, am Zwerchgiebel Pilaster und Gebälk. Vorgarten und eiserne Einfriedung. Erbaut um 1900.                                                           | 37435455 | BW   |
| Kastanienallee 42 53° 8′ 45″ N, 8° 12′ 20″ O | Wohnhaus    | Eckhaus zum Steinweg und mit der Fassade zu diesem ausgerichtet. Giebelständiger eineinhalbgeschossiger Putzbau von vier Achsen mit Drempel unter Satteldach (Typus „Oldenburger Hundehütte“). An der rechten Ecke eingeschossiger polygonaler Standerker. Auf der linken Seite zur Kastanienallee zurückgesetzter Vorbau mit Eingang. Zu beiden Straßen Vorgarten. Erbaut 1868, Architekt: Carl Friedrich Spieske. | 37449508 | BW   |
| Kastanienallee 43 53° 8′ 45″ N, 8° 12′ 22″ O | Wohnhaus    | Giebelständiger eineinhalbgeschossiger Putzbau von vier Achsen über Sockelgeschoss mit Drempel unter Satteldach (Typus „Oldenburger Hundehütte“). Auf der rechten Seite zurückgesetzter Vorbau mit Eingang, nachträglich aufgestockt für Wintergarten. Putzgliederung: Quaderung des Sockels, geschossteilende Gesimse, Fensterrahmungen und Brüstungsfelder. Vorgarten. Erbaut um 1880, 1933 Umbau für Wintergarten. | 37435477 | BW   |
| Kastanienallee 44 53° 8′ 46″ N, 8° 12′ 23″ O | Wohnhaus    | Giebelständiger eineinhalbgeschossiger Putzbau von vier Achsen über Sockelgeschoss mit Drempel unter Satteldach (Typus „Oldenburger Hundehütte“). Auf der rechten Seite flacher Vorbau mit Eingang. Putzgliederung: Quaderung, geschossteilende Gesimse, Fensterrahmungen, im OG mittig Brüstungsfelder, Pilaster und Gebälk. Vorgarten. Erbaut 1877, Architekt: Gerhard Schnitger. | 37435499 | BW   |
| Kastanienallee 45 53° 8′ 46″ N, 8° 12′ 23″ O | Wohnhaus    | Giebelständiger eineinhalbgeschossiger Putzbau von vier Achsen mit Drempel unter Satteldach (Typus „Oldenburger Hundehütte“). Auf der linken Seite zurückgesetzter Vorbau mit Eingang. Putzgliederung: geschossteilendes Gesims, im EG Pilaster, Fensterrahmungen, im OG mittig Brüstungsfelder, Pilaster und Gebälk. Vorgarten und eiserne Einfriedung. Erbaut um 1873/1880. | 37435521 | BW   |
| Kastanienallee 46 53° 8′ 46″ N, 8° 12′ 24″ O | Wohnhaus    | Giebelständiger eineinhalbgeschossiger Putzbau von vier Achsen mit Drempel unter Satteldach (Typus „Oldenburger Hundehütte“). Eingang auf der linken Seite. Putzgliederung: geschossteilendes Gesims, Fensterrahmungen, im Obergeschoss mittig Brüstungsfelder und Ädikulen. Vorgarten und eiserne Einfriedung. Erbaut um 1873/1880. | 37435543 | BW   |
| Kastanienallee 47 53° 8′ 46″ N, 8° 12′ 26″ O | Wohnhaus    | Gelegen am Straßenknick, dadurch zwei Schauseiten. Giebelständiger eineinhalbgeschossiger Putzbau von vier Achsen über Sockelgeschoss mit Drempel unter Satteldach (Typus „Oldenburger Hundehütte“). Auf der rechten Seite zurückgesetzter Vorbau mit Eingang, von rechts als mittiger Risalit mit Zwerchgiebel sichtbar. Putzgliederung: geschossteilende Gesimse, Fensterrahmungen, im OG mittig Brüstungsfelder, Pilaster und Gebälk. Vorgarten und eiserne Einfriedung. Erbaut um 1873/1880. | 37434839 | BW   |
| Kastanienallee 48 53° 8′ 46″ N, 8° 12′ 26″ O | Wohnhaus    | Giebelständiger eineinhalbgeschossiger Putzbau von drei Achsen über Sockelgeschoss mit Drempel unter Satteldach (Typus „Oldenburger Hundehütte“). Auf der linken Seite zurückgesetzter Vorbau mit Eingang. Putzgliederung: horizontale Fugen, geschossteilende Gesimse, Fensterrahmungen, Brüstungsfelder mit Reliefs und Ädikulen. Vorgarten und eiserne Einfriedung mit massiven Pfosten. Erbaut um 1873/1880. | 37434861 | BW   |
| Kastanienallee 49 53° 8′ 45″ N, 8° 12′ 26″ O | Wohnhaus    | Giebelständiger eineinhalbgeschossiger Putzbau von vier Achsen über Sockelgeschoss mit Drempel unter Satteldach (Typus „Oldenburger Hundehütte“). Links jüngerer Garageneinbau. Auf der linken Seite zurückgesetzter Vorbau mit Eingang. Putzgliederung: geschossteilende Gesimse, horizontale Fugen, Fensterrahmungen, im Obergeschoss Brüstungsfelder. Vorgarten. Erbaut um 1873/1880. | 37434883 | BW   |
| Kastanienallee 50 53° 8′ 45″ N, 8° 12′ 26″ O | Wohnhaus    | Giebelständiger eineinhalbgeschossiger Putzbau von vier Achsen über Sockelgeschoss mit Drempel unter Satteldach (Typus „Oldenburger Hundehütte“). Rechts jüngerer Garageneinbau. Giebel verändert. Auf der linken Seite zurückgesetzter Vorbau mit Eingang. Putzgliederung: geschossteilende Gesimse, Fensterrahmungen. Vorgarten. Erbaut um 1873/1880. | 37434905 | BW   |
| Kastanienallee 51 53° 8′ 44″ N, 8° 12′ 27″ O | Wohnhaus    | Eckhaus zur Brüderstraße. Giebelständiger eineinhalbgeschossiger Putzbau über Sockelgeschoss mit Drempel unter Satteldach (Variante des Typus „Oldenburger Hundehütte“). Im EG nur ein kleines Fenster, im Giebel vier. Auf der linken Seite zur Brüderstraße fünf Fensterachsen. Auf der rechten Seite zurückgesetzter Vorbau mit Eingang. Zur Brüderstraße Vorgarten und eiserne Einfriedung. Erbaut 1868, Architekten: D. Siefken, Joh. Spreen. | 37458547 | BW   |